# مقاطعة بولك (ويسكونسن)
مقاطعة بولك (بالإنجليزية: Polk County, Wisconsin)‏ هي إحدى مقاطعات ولاية ويسكونسن في الولايات المتحدة. تأسست سنة 1848، وتبلغ مساحتها 956 ميل مربع (2,480 كـم2)، بلغ عدد سكانها 44205 نسمة في عام 2010 حسب إحصاء مكتب تعداد الولايات المتحدة .

## وصلات خارجية
- الموقع الرسمي
- United States Counties